# Chacatitla Segunda Sección
Chacatitla Segunda Sección är en ort i Mexiko.   Den ligger i kommunen Tancanhuitz och delstaten San Luis Potosí, i den centrala delen av landet, 240 km norr om huvudstaden Mexico City. Chacatitla Segunda Sección ligger 240 meter över havet och antalet invånare är 316.
Terrängen runt Chacatitla Segunda Sección är huvudsakligen kuperad, men västerut är den bergig. Terrängen runt Chacatitla Segunda Sección sluttar norrut. Runt Chacatitla Segunda Sección är det ganska tätbefolkat, med 207 invånare per kvadratkilometer. Närmaste större samhälle är Tancanhuitz de Santos, 2,0 km nordväst om Chacatitla Segunda Sección. I omgivningarna runt Chacatitla Segunda Sección växer huvudsakligen savannskog.